# Ambrosius Pape
Ambrosius Pape (* 1553 in Magdeburg; † vor 1613 in Magdeburg) war ein deutscher evangelischer Theologe und Dramatiker.

## Leben
Pape besuchte die Stadtschule sowie bei Georg Rollenhagen das Gymnasium in Magdeburg und begab sich im Anschluss an die Universität Wittenberg, wo er ein Theologiestudium absolvierte. 1577 ging er als Pfarrer nach Klein Ammensleben. Später wurde er Pfarrer an St. Ulrich in Halle. 1608 kehrte er im Ruhestand in seine Geburtsstadt zurück, wo er 1612 als verstorben aufgeführt ist.
Pape hat sich besonders mit evangelisch geprägten Prosa- und Verswerken beschäftigt. Seine bisher fünf bekannt gewordenen Dramen behandeln Themen aus dem Alten Testament der Bibel, Evangelienberichte und Weihnachtsspiele. Sie sollen dem Leser „Lehr, Trost vnd Warnung“ vermitteln.

## Werkauswahl
- Historie von dem Streit und Kampf des jungen Knaben Davids, und großen Riesen Goliaths, Magdeburg 1575
- Zwo christlichen Spiele vom Laster des Ehebruchs, Magdeburg 1602, 1612
- Der Prophet Jonas, Magdeburg 1605, 1612,
- Historia von der gnadenreichen Menschwerdung und frölichen Geburt unsers Herrn und Heilands Jesu Christi, Magdeburg 1582
- Vom Glück und Zustand eines rechten Christen, Magdeburg 1612
- Bettel und Garteteuffel, Magdeburg 1586/87
- Tractat von der Vergebung der Sünden, Magdeburg 1600
- Schwangeren und gebärenden Weibern, Magdeburg 1568, 1587
- Kindelbieren, Magdeburg 1588